# Dracula (Kilar)
De Dracula-suite is een compositie van de Pool Wojciech Kilar. De muziek is origineel gecomponeerd voor de film Bram Stoker's Dracula van Francis Ford Coppola.
De muziek laat een ietwat anders geluid horen dan bij zijn “normale” composities binnen het genre klassieke muziek. Toch zijn er parallellen te vinden. Breedspelende strijkers, die worden aangestuurd door de piano en in dit geval geen harp, maar percussie. Gedwongen door filmfragmenten zijn de themas flink ingekort.

## Delen
1. The Brides
2. The Party
3. Mina / Elizabeth
4. Vampire Hunters
5. Mina / Dracula
6. The Storm.

The Brides begint dus met de breedspelende strijkinstrumenten, het wordt vergeleken met een zwaardere versie van het thema Sergej Prokofjevs Romeo en Julia-suite. Deel twee is van een ander kaliber, teruggebracht tot een soort kamermuziek. Mina / Elizabeth betreft een lange dwarsfluitsolo boven een begeleiding van strijkers en harp. Vampire hunters klinkt als een dreigende mars. Mina / Dracula straalt door gebruikt van althobo en dwarsfluit een klaagzang uit en tevens een gelatenheid. In The Storm zingt het koor voor de eerste keer mee, ook weer in marsachtige omgeving.

## Samenstelling
- gemengd koor
- 4x dwarsfluit, 4x hobo, 4x klarinet, 4 x fagot
- 4x hoorn, 4x trompet, 4x trombone, 2x tuba
- 6x percussie, celesta (deel 2), harp, piano
- strijkinstrumenten.

De filmmuziek won de ASCAP Award en andere prijzen binnen de filmmuziek en horrorverenigingen. De muziek werd geroemd vanwege de horrorelementen (dissonanten in filmmuziek) en de haast gotische muziek in de versie van klassieke muziek (zwaar en breed aanzetten van klanken).

## Bron en discografie
- Uitgave Naxos : Pools Radiosymfonieorkest Katowice o.l.v. Antoni Wit